# Hoe het danst
Hoe het danst è un singolo del DJ olandese Armin van Buuren e dei cantanti Marco Borsato e Davina Michelle, pubblicato l'8 maggio 2019 su etichetta discografica Universal Music Group.

## Tracce
Download digitale
1. Hoe het danst – 4:12

## Classifiche

### Classifiche settimanali
| Classifica (2019) | Posizione massima |
| ----------------- | ----------------- |
| Belgio (Fiandre)  | 1                 |
| Paesi Bassi       | 2                 |

### Classifiche di fine anno
| Classifica (2019) | Posizione |
| ----------------- | --------- |
| Belgio (Fiandre)  | 3         |
| Paesi Bassi       | 3         |